# Тбилисская область

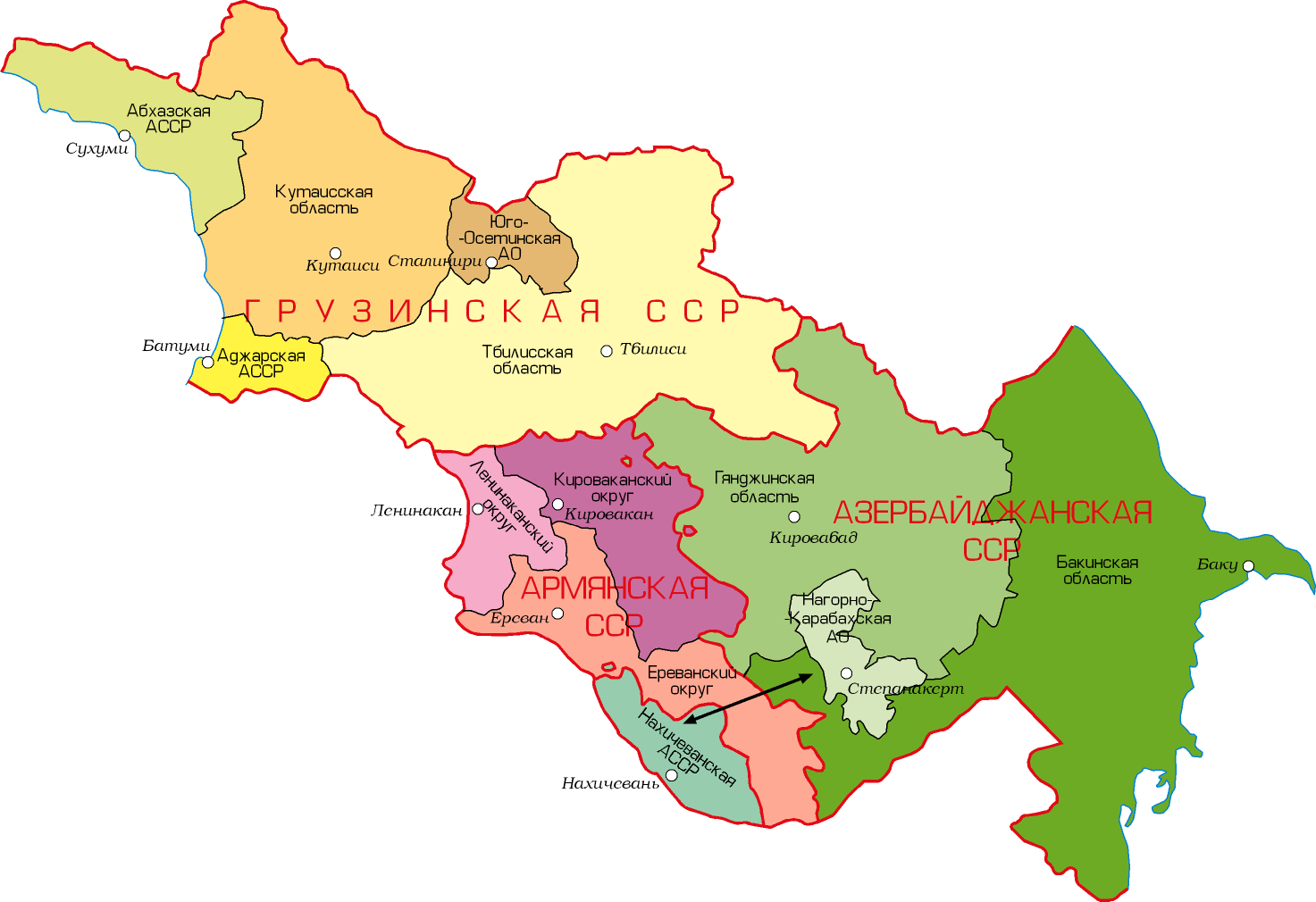
Карта административного устройства Закавказья в 1952—1953 гг.

Тбили́сская область — административно-территориальная единица Грузинской ССР, существовавшая в 1951—1953 годах.
Административный центр — город Тбилиси.
Тбилисская область (наряду с Кутаисской областью) была образована Указом Президиума Верховного Совета СССР от 5 ноября 1951 года («Ведомости Верховного Совета СССР» 1951 г. № 47) в ходе эксперимента по введению областного деления внутри союзных республик Закавказья. Тбилисская область располагалась в восточной части республики. Спустя 2 года эксперимент был признан неудачным, и область упразднили (Указом Президиума Верховного Совета СССР от 23 апреля 1953 года).

## Руководство области

### Исполнительный комитет Тбилисского областного Совета
- 04.12.1951 — 05.1953 председатель Куджиашвили, Иван Петрович

### Тбилисский областной комитет КП(б) — КП Грузии
- 11.1951 — 26.04.1952 1-й секретарь Лелашвили, Михаил Михайлович
- 27.04.1952 — 05.1953 1-й секретарь Буджиашвили, Константин Дмитриевич